# Передмова
Передмо́ва — це загальний термін для вступного тексту, що передує основній частині видання і готує читача до сприйняття твору. У цьому тексті автор, видавництво чи редактор можуть надавати пояснення щодо мети, змісту та особливостей видання.
Хоча в українській мові термін «передмова» часто використовується узагальнено, у міжнародній видавничій практиці та теорії літератури розрізняють кілька типів вступних текстів, що мають різні функції та авторів.

## Різновиди вступних текстів

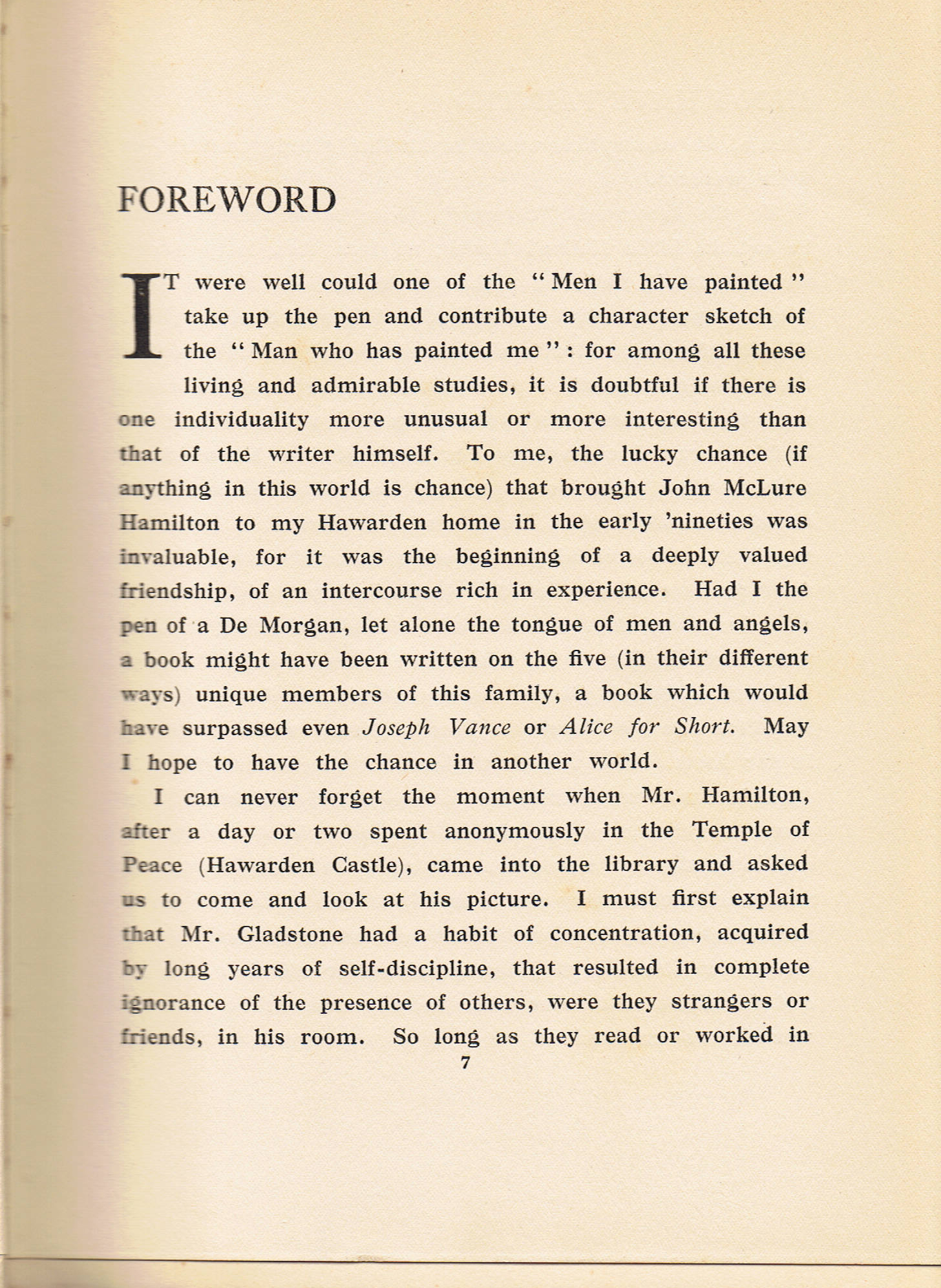
Переднє слово до книги Чоловіки, яких я малював Джона Маклюра Гамільтона, 1921 рік

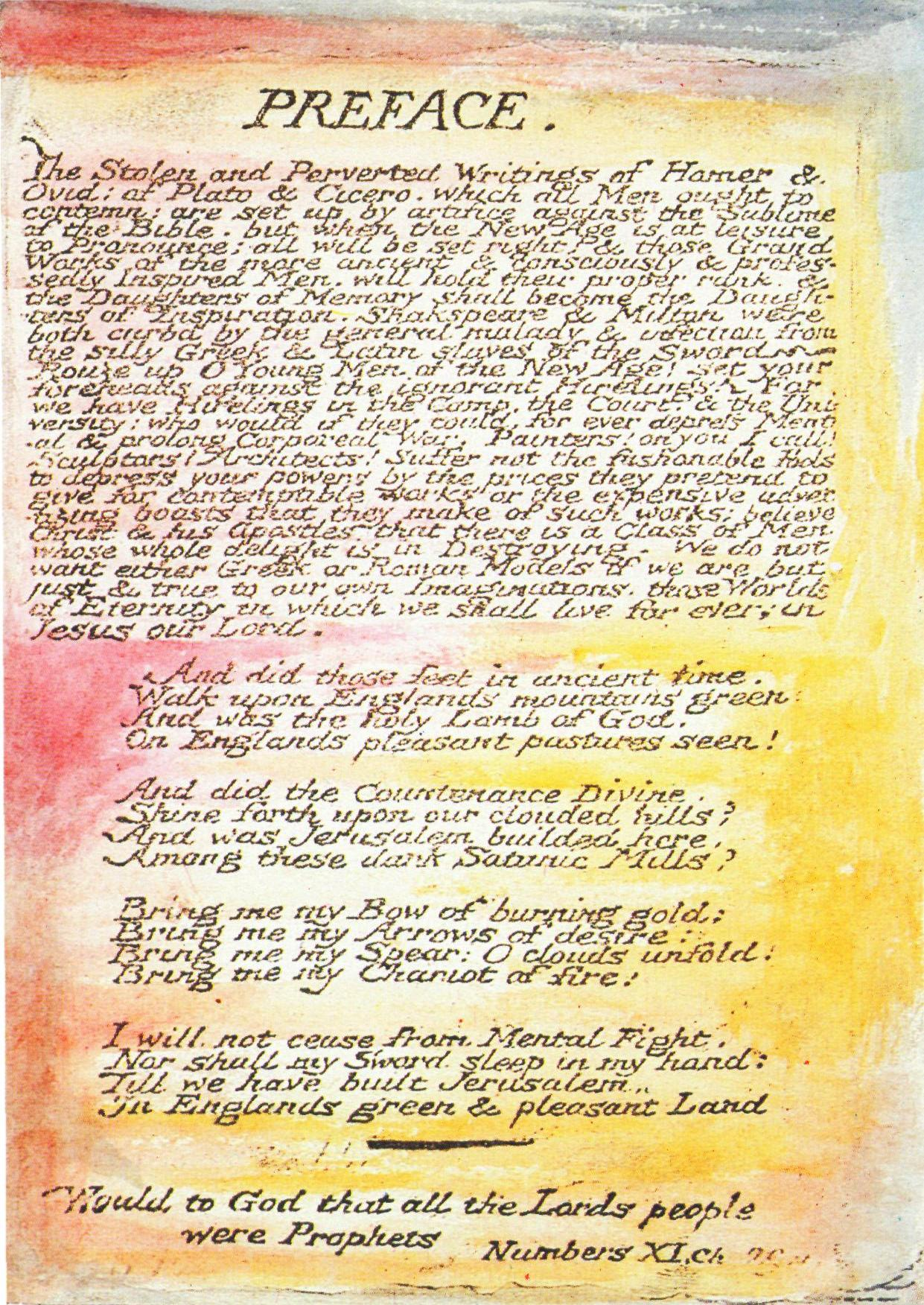
Передмова до поеми Мільтон Вільяма Блейка

### Переднє слово
Пере́днє сло́во (англ. foreword) — це вступний текст, написаний, як правило, іншою особою, а не автором книги. Автором переднього слова часто виступає експерт у відповідній галузі, відомий критик, інший письменник або людина, яка особисто знайома з автором чи історією створення твору.
Мета переднього слова — представити книгу читачеві, підкреслити її важливість, актуальність або інноваційність, а також поділитися своїм поглядом на твір чи його автора. Переднє слово завжди підписується його автором і розташовується перед авторською передмовою (якщо вона є).

### Авторська передмова
Авторська передмо́ва (англ. preface), або прое́мій (дав.-гр. prooimion) — це вступний текст, написаний безпосередньо автором твору. На відміну від переднього слова, яке зосереджене на контексті та значущості книги, авторська передмова зазвичай має більш особистий характер.
У ній автор може:
- розповісти історію створення книги, від виникнення ідеї до її реалізації;
- пояснити свої мотиви та мету написання твору;
- висловити подяку людям, які допомагали в роботі над книгою (колегам, родині, консультантам);
- звернути увагу на особливості видання (наприклад, відмінності від попередніх версій).

Авторська передмова часто підписується автором із зазначенням дати та місця написання.

### Вступ
Вступ (англ. introduction) — на відміну від передмови та переднього слова, є частиною основного тексту книги. У вступі автор зазвичай:
- окреслює тему та проблематику твору;
- знайомить читача зі структурою роботи;
- пояснює ключові поняття та методологію дослідження (особливо в наукових працях).

Інформація, викладена у вступі, є важливою для правильного розуміння змісту книги.

## Розміщення та оформлення
У структурі книги вступні тексти зазвичай розташовуються в такому порядку:
1. Переднє слово (якщо є).
2. Авторська передмова.
3. Вступ (може бути першим розділом основного тексту).

Сторінки з переднім словом та передмовою (як і інші елементи апарату видання, що передують основному тексту) зазвичай нумеруються римськими цифрами в нижньому регістрі або не нумеруються взагалі, тоді як основний текст — арабськими.
Текст передмови та переднього слова часто набирають шрифтом меншого кегля або відмінного від основного за накресленням.